# 田中雄之
田中 雄之（たなか たけし、1982年9月13日 - ）は日本の映画プロデューサー、映画監督、脚本家。東京都出身。

## 経歴
2006年慶應義塾大学経済学部卒業後、広告代理店・博報堂に入社。
2012年博報堂を退職し、東京芸術大学大学院映像研究科に入学。
米国NPO法人Japan Film Society日本代表としてハリウッドでの映画祭開催LA EigaFestを行っている。
2013年に映画『らくごえいが』をプロデュースをしたのち、CMディレクターとして活動。
2017年にはプロデュース映画エキストランド』を公開し、2018年には監督作品『The Band's New Stage』がShort Short Film Festival & Asiaにてave digital award受賞した。

## 映画
- 京太の放課後（プロデュース／Short Short Film Festival & Asia 2012招待作品）
- らくごえいが（企画・プロデュース・宣伝／2013年劇場公開）[5]
- FIVE PERCENT MAN（監督／Short Short Film Festival & Asia 2016）
- EXILE UNIVERSITY 〜あなたの夢はなんですか?〜（監督／2016年イベント上映）
- 雨女（プロデューサー／2016年劇場公開）
- そうして私たちはプールに金魚を、（エグゼクティブプロデューサー／2017年劇場公開）
- エキストランド（脚本・プロデューサー／2017年劇場公開）
- The Band's New Stage（監督）